# 肖肖尼 (內華達州)
肖肖尼（英語：Shoshone）是位於美國內華達州白松縣的非建制地區。

## 歷史
肖肖尼的郵局於1896年設立，其後於1959年停運。

## 地理
肖肖尼所處的海拔為高於海平面1765米（即5791英呎），而該地所採用的時區為UTC-8，即太平洋时区（PST）。同時該地設有夏令時間，為UTC-8調快一小時，即UTC-7（PDT）。